# Il tempo delle mele 3
Il tempo delle mele 3 (L'étudiante) è un film del 1988 diretto da Claude Pinoteau. La pellicola ha come protagonisti Sophie Marceau e Vincent Lindon.
Il film non ha legami con Il tempo delle mele (1980) e Il tempo delle mele 2 (1982); in Italia fu distribuito infatti nel tentativo di sfruttare il successo delle altre pellicole approfittando della presenza contemporanea della stessa protagonista (Marceau) e dello stesso regista (Pinoteau), a cui tra l'altro si aggiungevano la co-sceneggiatrice Danièle Thompson (qui affiancata dall'italiano Gianni Romoli), l'autore delle musiche Vladimir Cosma e ulteriori figure tecniche.

## Trama
In una stazione sciistica delle Alpi francesi, Edouard incontra Valentine. Lui è un giovane compositore, fa parte di una band e ha gran fortuna con le donne; lei insegna alle elementari, ma è anche iscritta alla Sorbona. L'uomo rimane da subito colpito dalla ragazza e la segue nel metrò. Da qui nasce la loro storia, ma Valentine non intende rinunciare ai suoi esami, né Edouard può evitare le tournée: tutto ciò li costringe a rimanere spesso lontani. Inizia dunque un periodo snervante, fatto di fugaci appuntamenti in varie città e di ossessionanti telefonate: Valentine è tenace ed un po' irritante, mentre Edouard confessa ad un collega che la ragazza è bella, brava e colta, ma a volte un po' pesante specie per un tipo come lui, che prende la vita come viene e non brilla certo quanto ad erudizione. Purtroppo le differenze di stili di vita porteranno Edouard a tradire Valentine.  Quest'ultima, venutane a conoscenza, decide di lasciarlo. Valentine deve poi sostenere un difficile esame: durante l'orale, essa si abbandona ad un ardito paragone tra l'amore come lo intendeva Molière e i problemi della coppia attuale, sostenendo che per stare insieme seriamente l'attrazione non basta ma ci vogliono anche stima, rispetto, senso di responsabilità ed accettazione totale dell'altro. Edouard comprende i veri sentimenti di Valentine, capisce che è lei che vuole veramente, e i due infine si riuniscono.

## Colonna sonora
La canzone del film è You Call It Love, scritta da Jeff Jordan e da Vladimir Cosma e interpretata dalla cantante norvegese Karoline Krüger.